# Grauwe wegslak
De grauwe wegslak (Arion circumscriptus) is een slakkensoort uit de familie van de wegslakken (Arionidae). De wetenschappelijke naam van de soort werd in 1828 voor het eerst geldig gepubliceerd door George Johnston.

## Beschrijving
Uitgestrekt meet de grauwe wegslak ongeveer 3 tot 5 cm. De achterkant is staalgrijs tot blauwgrijs. De zijstrepen (strepen) zijn relatief breed en meestal iets donkerder van kleur dan de achterkant. Ze worden van de achterkant gescheiden door een lichte streep. Die kan echter bijna ontbreken. Een andere lichte streep volgt richting de zool. De zool is witachtig. Hetzelfde patroon is te zien op het mantelschild, maar de strepen zijn verschoven ten opzichte van de strepen op de voet. De ademopening wordt meestal geheel of gedeeltelijk omsloten door de schouderband.

## Verspreiding en leefgebied
Deze soort leeft vaak op omgevallen hout in loofbossen. Hij voedt zich voornamelijk met paddenstoelen en paddenstoelenmycelia. Hij is wijdverspreid in Midden- en West-Europa. In het noorden komt hij tot in het zuiden van Scandinavië voor. Net als veel andere van oorsprong Europese naaktslaksoorten is de grauwe naaktslak inmiddels naar Noord-Amerika getransporteerd.